# Mycerinopsis papuana
Mycerinopsis papuana là một loài bọ cánh cứng trong họ Cerambycidae.